# Mike Hoffmann
Mike Hoffmann (* 1974 in Düsseldorf) ist ein deutscher Schauspieler mit österreichischen Wurzeln.

## Leben
Hoffmann absolvierte seine Schauspielausbildung von 1996 bis 2000 an der Schauspielschule der Keller in Köln.
Er stand bereits in Düsseldorf und Köln, am Schauspiel Frankfurt, am Schlosstheater Moers, am St. Pauli Theater und Deutschen Schauspielhaus Hamburg, sowie in New York auf der Bühne. Seit 1999 steht er für zahlreiche Fernseh- und Kinofilme und in durchgehenden Serienrollen vor der Kamera. Seine Dreharbeiten führten ihn neben Deutschland vor allem in die USA, nach Frankreich, Spanien, Österreich, Ungarn, Rumänien, Island und Schweden. Die ZDF-Produktion Wettlauf zum Südpol, in der Mike Hoffmann die Rolle des Roald Amundsen spielte, erhielt eine Nominierung für den International Emmy Award.
Zur Berlinale 2017 lief der Film Ein Weg in der Sektion Perspektive Deutsches Kino, in dem Mike Hoffmann eine der beiden tragenden Hauptrollen spielt.

## Filmografie (Auswahl)
- 1997: Wortgefecht (Kurzfilm)
- 1999: Maria (Kurzfilm)
- 2001: Narren (Kurzfilm)
- 2002: Alarm für Cobra 11 (Fernsehserie, Folge Truckstop)
- 2008: Küstenwache (Fernsehserie, Folge Unter Schock)
- 2008: LIPM ID (Kurzfilm)
- 2003–2007: SOKO Köln (69 Folgen)
- 2009–2011: Da kommt Kalle (34 Folgen)
- 2010: Katie Fforde – Glücksboten (Fernsehreihe)
- 2010: Wettlauf zum Südpol (Fernsehserie, Folge Amundsen gegen Scott)
- 2010: Küstenwache (Fernsehserie, Folge Der Feind im Dunkeln)
- 2010: Domino Effekt (Kurzfilm)
- 2011: Notruf Hafenkante (Fernsehserie, Folge Der große Bluff)
- 2012: Blonder als die Polizei erlaubt
- 2012: Inga Lindström – Der Tag am See
- 2012: Katie Fforde: Sprung ins Glück
- 2012: Alarm für Cobra 11 (Fernsehserie, Folge Gier)
- 2013: Alarm für Cobra 11 (Fernsehserie, Folge Geld regiert die Welt)
- 2013: In aller Freundschaft (Fernsehserie, Folge Zeit für Veränderungen)[3]
- 2013: Für Immer (Kinofilm)
- 2014: Dating Daisy
- 2014: Und ich so: Äh (Regie: Steffen Heidenreich, Kurzfilm)
- 2015: Sibel & Max
- 2015: Chuzpe – Klops braucht der Mensch!
- 2015: Die Bergretter – Kein Weg zurück
- 2015: Die Pfefferkörner (Fernsehserie, Folge Toms Vater)
- 2016: Letzte Spur Berlin (Fernsehserie, Folge Liebeskind)
- 2016: Rentnercops (Fernsehserie, Folge Junimond)
- 2016: El Jugador de Ajedrez (deut. Titel: Der Schachspieler, Regie: Luis Oliveros)
- 2017: Inga Lindström (Fernsehserie, Folge Tanz mit mir)
- 2017: SOKO München (Fernsehserie, Folge Panik-Hotel)
- 2017: Ein Weg (Kinofilm)
- 2017: In aller Freundschaft – Die jungen Ärzte (Fernsehserie, Episoden Unter die Haut und Gesetz und Liebe)
- 2018: Cecelia Ahern: Ein Moment fürs Leben (Fernsehfilm)
- 2019: Beck is back! (Fernsehserie, Episode Das gekaufte Kind)
- 2019: Der Krieg und ich (Kinder- und Jugendreihe)
- 2020: Frau Jordan stellt gleich (Fernsehreihe, Folge Titten und Taten)
- 2020: SOKO Leipzig (Fernsehserie, Folge Schmetterlingstage, Monstertage)
- 2021: SOKO Stuttgart (Fernsehserie, Folge Mehr Hubraum als IQ)
- 2022: SOKO Potsdam (Fernsehserie, Folge Romy und Julian)
- 2023: In aller Freundschaft (Fernsehserie, Folge Menschen ändern sich)
- 2023: Friesland: Artenvielfalt (Fernsehreihe)
- 2024: WaPo Berlin (Fernsehserie, Folge Mord nach Drehschluss)
- 2025: SOKO Leipzig (Fernsehserie, Folge Faule Eier)
- 2025: Morden im Norden (Fernsehserie, Folge Nasses Grab)

## Theater
- 1999–2002: Ensemblemitglied am Schlosstheater Moers
- 1996–2009: Engagements am Jungen Ensemble Düsseldorf, Schauspielhaus Frankfurt, Theater Oberhausen und Deutsches Schauspielhaus Hamburg